# Turner Broadcasting System
Turner Broadcasting System, Inc., (spesso abbreviata Turner Broadcasting o semplicemente Turner), è stata una società statunitense appartenente al gruppo Warner Bros. Discovery attiva nel settore dei media.

## Storia

### Primi anni
La Turner Broadcasting System affonda le sue radici in un'azienda di cartelloni pubblicitari del Savannah acquistata da Robert Edward Turner II alla fine degli anni '40. Turner fece crescere gli affari e in seguito l'azienda divenne nota come Turner Advertising Company. Il figlio di Robert Edward Turner, Ted Turner, ereditò la compagnia in seguito alla morte del padre nel 1963. Dopo aver rilevato la società, Ted Turner ha esteso l'attività alla radio e alla televisione.
Come entità formale, la Turner Broadcasting System fu accolta in Georgia nel maggio 1965.

### Anni '70
Nel 1970, Ted Turner acquistò la WJRJ-Atlanta di Channel 17, una piccola stazione Ultra high frequency che ribattezzò WTCG, per la casa madre Turner Communications Group. Mediante un'accurata programmazione delle acquisizioni, Turner ha guidato la stazione verso il successo. Nel dicembre 1976, WTCG ha dato origine al concetto di "superstazione", trasmettendo via satellite ai sistemi via cavo.
Il 17 dicembre 1976 alle 13:00, il segnale di WTCG di Channel 17 fu trasmesso via satellite ai suoi quattro sistemi via cavo di Grand Island nel Nebraska, di Newport News in Virginia, di Troy in Alabama e di Newton in Kansas. Tutti e quattro i sistemi via cavo hanno iniziato a ricevere il film Il figlio della tempesta del 1948. La WTCG passò dall'essere una piccola stazione televisiva ad una grande rete televisiva che 24.000 famiglie al di fuori delle 675.000 di Atlanta stavano ricevendo da costa a costa. WTCG divenne una cosiddetta superstation e creò un precedente dell'attuale televisione via cavo di base.
Nel 1975, la HBO mandava le trasmissioni satellitari per distribuire il suo segnale a livello nazionale; tuttavia era un servizio a pagamento per gli abbonati via cavo. L'innovazione di Ted Turner ha segnato l'inizio della rivoluzione della televisione via cavo.
Nel 1979, la società cambiò il nome in Turner Broadcasting System, Inc. (TBS, Inc.) e l'identità del suo principale canale di intrattenimento in WTBS.

## Canali

### Stati Uniti

#### All-news
- CNN
- HLN
- CNN Airport Network
- CNN International

#### Intrattenimento
- TBS
- TNT
- TCM
- TruTV

#### Animazione
- Adult Swim
- Boomerang
- Cartoon Network
- TruTV

#### Web
- AdultSwim.com
- CartoonNetwork.com
- CNN.com
- HLNtv.com
- TBS.com
- TCM.com
- TNTDrama.com
- truTV.com
- TeamCoco.com
- VeryFunnyAds.com
- TheSmokingGun.com
- BleacherReport.com
- NBA.com
- PGA.com

#### Sport
- NBA TV (gestito da Turner per conto della National Basketball Association)

### Europa

#### Intrattenimento
- TCM
- TNT

#### Animazione
- Cartoon Network
- Boomerang
- Boing
- Cartoonito

### Italia

#### Attivi
| Logo | Nome               | Inizio Trasmissioni | Sky | Sky    |
| Logo | Nome               | Inizio Trasmissioni | LCN | Sky Go |
| ---- | ------------------ | ------------------- | --- | ------ |
|      | Cartoon Network HD | 28 novembre 2016    | 607 | Si     |
|      | Cartoon Network +1 | 31 luglio 2003      | 608 | No     |
|      | Boomerang HD       | 1º dicembre 2023    | 609 | Si     |
|      | Boomerang +1       | 18 dicembre 2008    | 610 | No     |

#### Canali gratuiti editi tramite Boing S.p.A. (Mediaset 51% e Turner 49%)
| Logo | Nome       | DTT | Tivùsat | Sky | Mediaset Infinity | Inizio Trasmissioni |
| ---- | ---------- | --- | ------- | --- | ----------------- | ------------------- |
|      | Boing      | 40  | 40      | No  | Si                | 20 novembre 2004    |
|      | Boing Plus | 45  | No      | No  | No                | 11 luglio 2019      |
|      | Cartoonito | 46  | 41      | No  | Si                | 22 agosto 2011      |

## Filiali
- Turner Broadcasting System Europe Limited (Regno Unito)
- Turner Broadcasting System Deutschland GmbH (Germania)
- Turner Broadcasting System Espana SL (Spagna)
- Turner Broadcasting System Nordic AB (Svezia)
- Turner Broadcasting System Italia S.r.l. (Roma, Italia) - nata nel 1987.